# Elaphoglossum subcinnamomeum
Elaphoglossum subcinnamomeum är en träjonväxtart som beskrevs av Georg Hans Emmo Wolfgang Hieronymus. Elaphoglossum subcinnamomeum ingår i släktet Elaphoglossum och familjen Dryopteridaceae. Inga underarter finns listade.